# Bifidocarpus rugulosus
Bifidocarpus rugulosus är en svampart som beskrevs av Udagawa & Uchiy. 2000. Bifidocarpus rugulosus ingår i släktet Bifidocarpus och familjen Onygenaceae.   Inga underarter finns listade i Catalogue of Life.